# St. Louis Film Critics Association Awards 2009
6. ročník předávání cen asociace St. Louis Film Critics Association se konal dne 21. prosince 2009. Nominace byly oznámeny 15. prosince 2009

## Vítězové a nominovaní

### Nejlepší film
Lítám v tom
- 500 dní se Summer
- Škola života
- Smrt čeká všude
- Invictus: Neporažený
- Precious
- Vzhůru do oblak

### Nejlepší film – komedie
Pařba ve Vegas
- 500 dní se Summer
- Všude dobře, proč být doma
- Piráti na vlnách
- Zombieland

### Nejlepší cizojazyčný film
Krvavé pobřeží (Čína)
- Baader Meinhof Komplex (Německo)
- Coco Chanel (Francie)
- Služebná (Chile)
- Treeless Mountain (Jižní Korea)
- Sin Nombre (Španělsko)

### Nejlepší režisér
Kathryn Bigelow – Smrt čeká všude
- Wes Anderson – Fantastický pan Lišák
- Oren Moverman – Messenger
- Jason Reitman – Lítám v tom
- Quentin Tarantino – Hanebný pancharti

### Nejlepší scénář
500 dní se Summer –  Scott Neustadter a Michael H. Weber
- Škola života – Nick Hornby
- Smrt čeká všude – Mark Boal
- Hanebný pancharti – Quentin Tarantino
- Lítám v tom – Jason Reitman a Sheldon Turner

### Nejlepší herec v hlavní roli
George Clooney – Lítám v tom
- Jeff Bridges – Crazy Heart
- Ben Foster – Messenger
- Morgan Freeman – Invictus: Neporažený
- Patton Oswalt – Big Fan
- Jeremy Renner – Smrt čeká všude

### Nejlepší herečka v hlavní roli
Carey Mulligan – Škola života
- Gabourey Sidibe – Precious
- Maya Rudolph – Všude dobře, proč být doma
- Saoirse Ronan – Pevné pouto
- Meryl Streep – Julie a Julia

### Nejlepší herec ve vedlejší roli
Christoph Waltz – Hanebný pancharti
- Woody Harrelson – The Messenger
- Stanley Tucci – Pevná pouto
- Robert Duvall – Cesta
- Alfred Molina – Škola života

### Nejlepší herečka ve vedlejší roli
Mo'Nique – Precious
- Vera Farmiga – Lítám v tom
- Anna Kendrick – Lítám v tom
- Marion Cotillard – Nine
- Mélanie Laurent – Hanebný pancharti
- Samantha Morton – Messenger

### Nejlepší animovaný film
Vzhůru do oblak
- Koralína a svět za tajnými dveřmi
- Ponyo z útesu nad mořem
- Fantastický pan Lišák
- Princezna a žabák

### Nejlepší kamera
Dion Beebe – Nine
- Barry Ackroyd – Smrt čeká všude
- Robert Richardson – Hanebný pancharti
- Yue Lü a Li Zhang – Krvavé pobřeží
- Eduard Grau – Single Man
- Lance Acord – Max a maxipříšerky

### Nejlepší hudba
Nine
- Princezna a žabák
- Crazy Heart
- Piráti na vlnách
- Vzhůru do oblak

### Nejlepší vizuální efekty
Avatar
- District 9
- Pevné pouto
- Star Trek
- Max a maxipříšerky

### Nejlepší dokument
O kapitalismu s láskou
- Anvil! The Story of Anvil
- Potraviny, a.s.
- Tyson
- Good Hair

### Nejoriginálnější, inovativní film
Avatar
- 500 dní se Summer
- District 9
- Fantastický pan Lišák
- Pevné pouto

### Nejoblíbenější scéna
Vzhůru do oblak– První scéna se svatbou
- 500 dní se Summer – Očekávání vs. reality
- 500 dní se Summer – Ráno poté, taneční číslo
- Hanebný pancharti –První scéna na farmě
- Precious – Mo'Nique scéna se sociální pracovnicí